# Шърли Джоунс
Шърли Джоунс (на английски: Shirley Jones) е американска актриса и певица. 

## Биография
Шърли Джоунс е родена на 31 март 1934 г. в Шарлероа, Пенсилвания.  Родителите ѝ са методисти, майка ѝ Марджори (по баща Уилямс) е домакиня, баща ѝ Пол Джоунс е собственик на „Jones Brewing Company“. Дядото на Джоунс по бащина линия идва от Уелс.  Тя е кръстена на детската звезда Шърли Темпъл. 
Джоунс казва, че много хора неправилно са предположили, че второто ѝ име е, защото е кръстена на водевилната и филмова легенда Мей Уест, но Джоунс всъщност е кръстена на леля си. По стечение на обстоятелствата първата звезда, която Джоунс среща, е Уест, в клуба за вечеря „Twin Coaches“ в Ростравър около 1954 г.
По-късно семейството се премества в малкия близък град Смитън, Пенсилвания. Джоунс започва да пее на 6-годишна възраст в хора на методистката църква и взема уроци по вокал от Ралф Левандо.  След като посещава гимназия Южен Хънтингдън в Ръфс Дейл, Пенсилвания, тя участва в училищни пиеси.
Джоунс печели конкурса Мис Питсбърг през 1952 г. 

### Кариера
Първото ѝ прослушване е на открит кастинг за различни мюзикъли, проведен от Джон Фърнли, кастинг директор на „Роджърс и Хамерщайн“.  По това време Джоунс никога не е чувал за „Роджърс и Хамерщайн“. Фърнли е толкова впечатлен, че изтичва през улицата, за да доведе Ричард Роджърс, който репетира с оркестър за предстоящ мюзикъл. След това Роджърс се обажда на Оскар Хамерщайн. Двамата виждат голям потенциал в Джоунс. Тя става първата и единствена певица, сключила личен договор с текстописците. Първо й дават второстепенна роля в „Южен Пасифик“. За второто си шоу на Бродуей „Аз и Жулиета“, тя започва като хористка, а след това като дубльор за главната роля, спечелвайки възторжени отзиви в Чикаго.

### Личен живот
Шърли Джоунс се омъжва за актьора и певец Джак Касиди на 5 август 1956 г. Имат трима сина: Шон, Патрик и Райън. Дейвид Касиди е син на Джак Касиди от първия му брак с актрисата Евелин Уорд и станва неин доведен син. Джоунс се развежда с Касиди през 1975 г.
Тя се омъжва за актьора и комик Марти Ингелс на 13 ноември 1977 г.  Джоунс и Ингелс написват автобиография, основана на връзката им, наречена „Шърли и Марти: Невероятна любовна история“. Въпреки драстичната разлика, като личности и раздялата (тя подава, а след това оттегля молба за развод през 2002 г.). Те остават женени до смъртта на Ингелс от масивен инсулт на 21 октомври 2015 г. След смъртта му Джоунс казва: „Той често ме караше да полудявам, но няма ден да не ми липсва и да не го обичам до сърце.”
Джоунс е близка приятелка с колегата ѝ Гордън Макрей и бившата му съпруга Шийла, Гордън е кръстник на първия ѝ син Шон. Тя признава, че е била влюбена в Макрей и е била шокирана, когато е партнирала с него във филма „Оклахома!“ (1955). Джоунс твърди, че именно тя е убедила Макрей да вземе ролята на Били Бигълоу във „Въртележка“ (1956), където работят заедно за втори път. 
Вечерта на 11 декември 1976 г., след като Джоунс отказва предложение за помирение от Джак Касиди, тя получава новината, че мезонетът на бившия ѝ съпруг гори. Очевидно огънят е тръгнал от запалената му цигара, когато е заспал на дивана. На следващата сутрин пожарникарите откриват тялото на Касиди в изгорелия апартамент. Джоунс казва: „Джак искаше да се върне (при мен) до деня, в който умря“, в интервю за вестник от 1983 г. „И както разбрах по-късно, исках го. Това е ужасна част. Колкото и да обичам Марти и да имаме чудесна връзка, не съм сигурена, че ако Джак беше жив, аз щях да бъда женена за Марти“. Джоунс е на 20 години, когато среща Касиди, който е с осем години по-възрастен от нея, и тя го определя като най-влиятелния човек и любовта на живота си.
Джоунс е поддръжник на Хора за етично отношение към животните. 

## Избрана филмография
| Година | Филм                  | Оригинално заглавие | Роля         | Режисьор       |
| ------ | --------------------- | ------------------- | ------------ | -------------- |
| 1960   | Елмър Гантри          | Elmer Gantry        | Лулу Бейнс   | Ричард Брукс   |
| 1961   | Двамата яздиха заедно | Two Rode Together   | Марти Пърсел | Джон Форд      |
| 2006   | Момчето на баба       | Grandma's Boy       | Грейс        | Никълаус Гусън |